# Czyżew (stacja kolejowa)
Czyżew – stacja kolejowa w mieście Czyżew, w powiecie wysokomazowieckim, w województwie podlaskim, w Polsce. Dworzec kolejowy zbudowany w latach 1859–1862 wraz z powstaniem Kolei Warszawsko-Petersburskiej został wpisany do rejestru zabytków województwa podlaskiego pod numerem 380 w dniu 28 grudnia 1988 roku. Aktualnie mieści się w nim Muzeum Ziemi Czyżewskiej w Czyżewie.

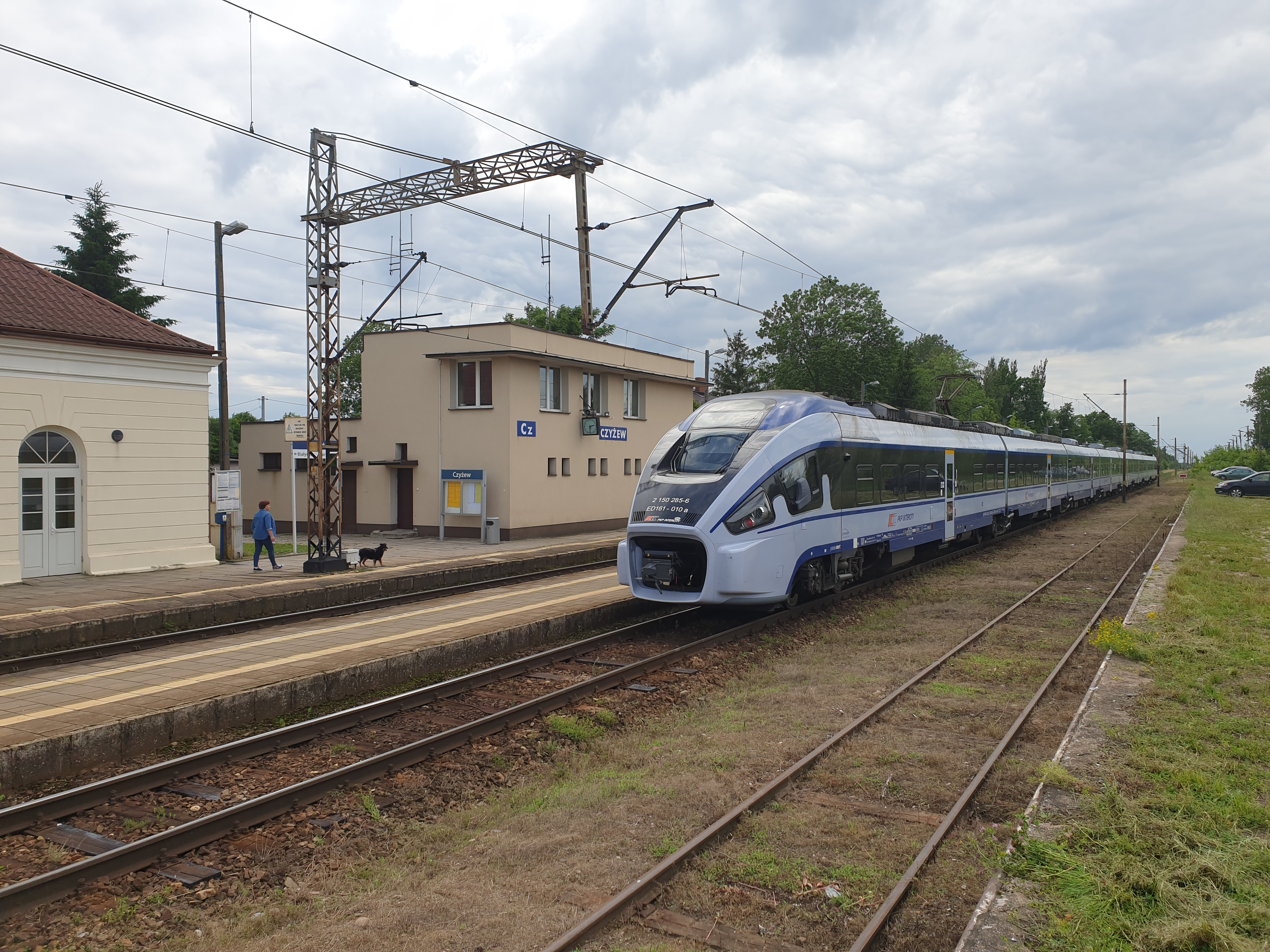
EZT Pesa Dart spółki PKP Intercity relacji Białystok – Zgorzelec. W tle nastawnia dysponująca "Cz".

## Ruch pasażerski

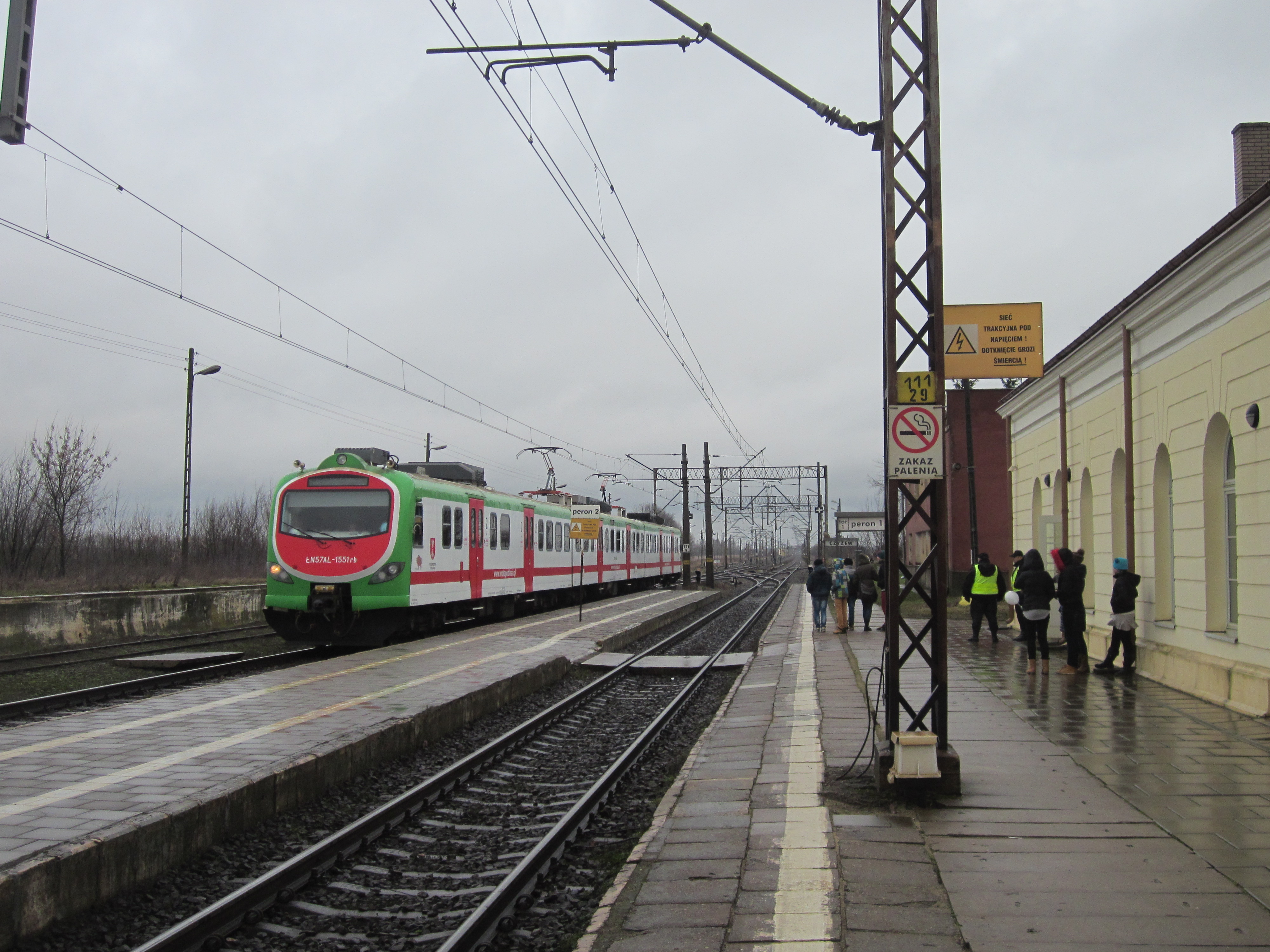
Pociąg Przewozów Regionalnych na stacji w Czyżewie.

## Ruch pasażerski[3]
| Rok  | Wymiana pasażerska na dobę |
| ---- | -------------------------- |
| 2017 | 200-299                    |
| 2018 | 200-299                    |
| 2019 | 200-299                    |
| 2020 | 150-199                    |
| 2021 | 150-199                    |
| 2022 | 300-499                    |
| 2023 | 700-999                    |

## Opis
Ruchem kolejowym na stacji kierują dwie nastawnie. Część pasażerska składa się z dwóch niskich peronów – brzegowego peronu 1 o długości 321 metrów oraz wyspowego peronu 2 o długości 304 metrów. Jedynie przy przylegającym do dworca bocznym peronie 1 została zainstalowana mała wiata dla pasażerów oraz oświetlenie. Dojście do wyspowego peronu 2 jest naziemne. Naprzeciwko dworca, po drugiej stronie peronów, znajduje się jedna z ramp przeładunkowych. 
Między drogą a dworcem znajduje się niewielki parking wraz ze stanowiskami dla autobusów i postojem taksówek. Pośrodku parkingu stoi wagon, który jest pomnikiem złożonym w hołdzie Sybirakom deportowanym stamtąd w latach 1940–41. 

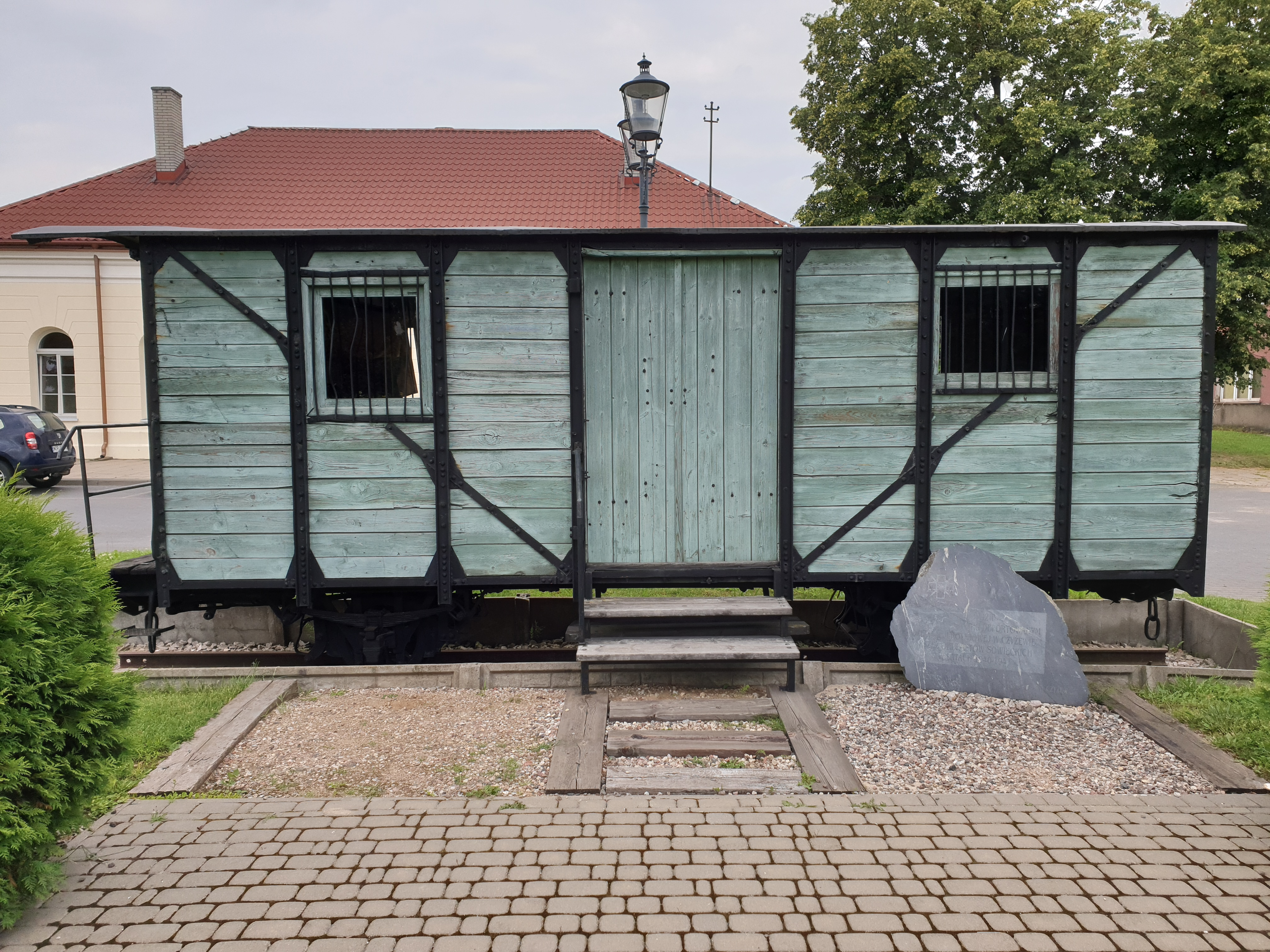
Wagon jako pomnik złożony w hołdzie Sybirakom deportowanym z Czyżewa w latach 1940–41.

## Połączenia
Na stacji kolejowej zatrzymują się wszystkie pociągi pospieszne spółki PKP Intercity, kategorii IC i TLK, kursujące między Warszawą a Białymstokiem i w relacjach dalszych (m.in. Suwałki, Gdynia, Kraków, Żywiec, Zgorzelec).
Do 2009 roku stacja obsługiwała także pociągi osobowe Przewozów Regionalnych (od 2020 r. Polregio) relacji Białystok – Małkinia – Białystok. Od 23 lutego 2009 pociągi regionalne z Białegostoku nie dojeżdżały już do leżącej w województwie mazowieckim Małkini lecz zostały skrócone do leżącej na terenie województwa podlaskiego stacji Szepietowo. Był to efekt przekazania 2 miesiące wcześniej samorządom województw udziałów spółki PKP Przewozy Regionalne oraz wprowadzonego obowiązku realizacji przez nie przewozów, braku porozumienia między marszałkami województw mazowieckiego i podlaskiego w kwestii finansowania połączeń na styku województw, a także decyzji Podlaskiego Zakładu Przewozów Regionalnych o zaprzestaniu obsługi na terenie województwa mazowieckiego. Pomimo faktu iż stacja Czyżew leży jeszcze na terenie województwa podlaskiego, około 4,5 km od granicy województw, to nie ma ona technicznych możliwości by obrócić na niej skład pociągu jadącego od strony Białegostoku. 
Ograniczenie, a następnie zawieszenie połączeń regionalnych w 2009 roku, spotkało się z protestami mieszkańców Czyżewa. Jako rekompensatę tych połączeń do obsługi stacji skierowano wówczas autobusy zastępcze na trasie Szepietowo – Czyżew. 
Od dnia 19 września 2022 do i z Czyżewa kursują pociągi Kolei Mazowieckich relacji Warszawa Wileńska – Czyżew. Od 11 grudnia 2022 stację obsługują także pociągi Regio spółki Polregio w relacji Białystok - Małkinia - Białystok.

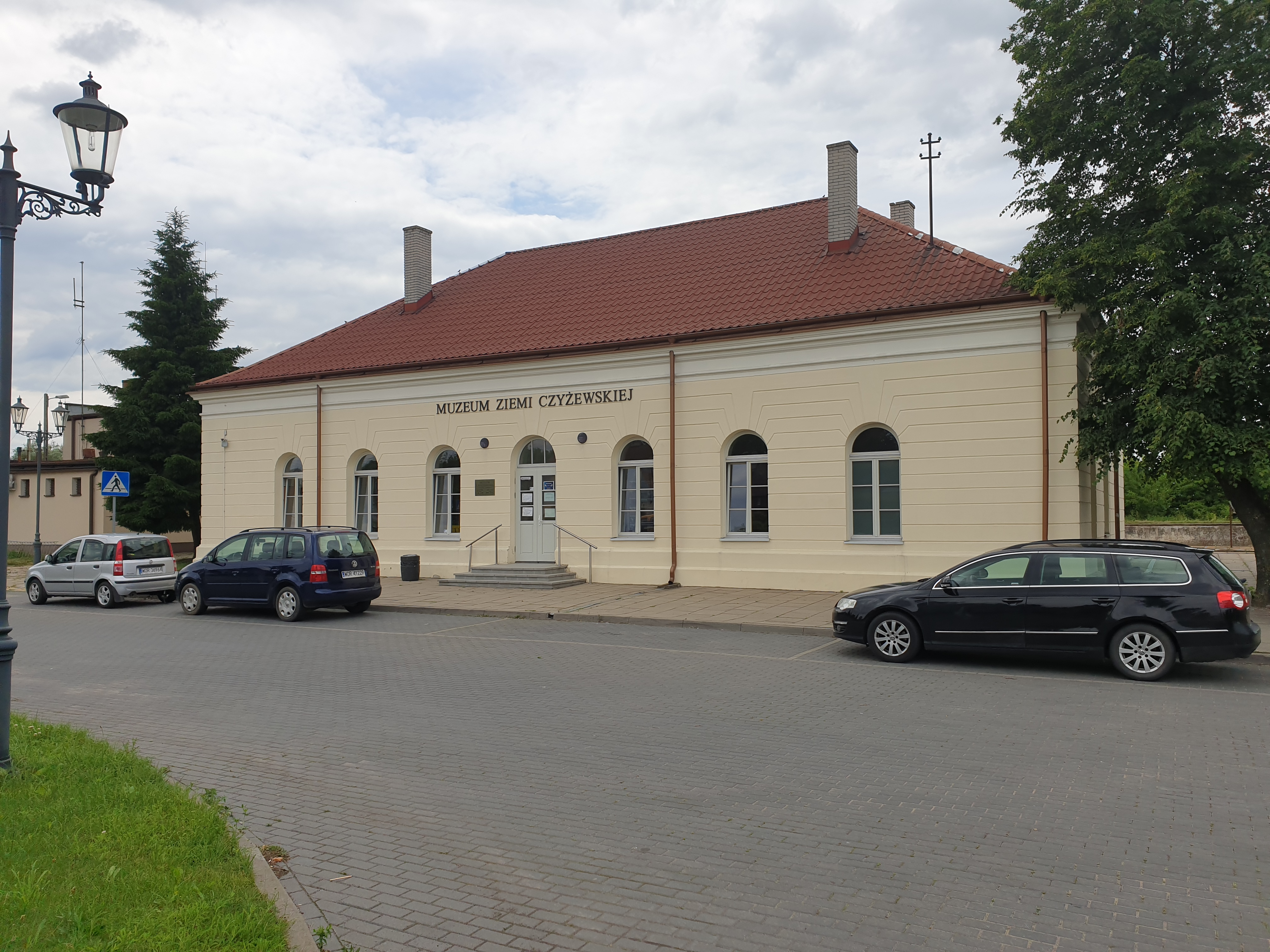
Dworzec kolejowy jako siedziba Muzeum Ziemi Czyżewskiej w Czyżewie.

## Modernizacja
26 czerwca 2020 roku PKP Polskie Linie Kolejowe podpisały umowę na modernizację odcinka linii kolejowej nr 6 Czyżew (wraz ze stacją) – Białystok prowadzoną w ramach projektu Rail Baltica. Prace mają potrwać do 2023 roku.